# Đền - Chùa Tó (Khánh Sơn Tự)
Đền – Chùa Tó  hay còn gọi là Khánh Sơn Tự là một ngôi chùa nằm trên đường Cao Lỗ, cạnh chợ Tó thuộc xã Uy Nỗ – xã trung tâm của huyện Đông Anh, một vùng đất đậm đặc các di chỉ khảo cổ học, có niên đại sớm, được tạo dựng, phát triển và gắn bó mật thiết với nhà nước Âu Lạc của An Dương Vương. Đền – chùa Tó đã được Uỷ ban nhân dân thành phố Hà Nội cấp bằng xếp hạng Di tích lịch sử văn hóa năm 1999.

## Lịch sử
Đền Tó thờ hai vị thành hoàng, cũng là hai vị vua nổi danh trong lịch sử dân tộc là An Dương Vương của nhà nước Âu Lạc và thế kỷ 3 TCN và Triệu Việt Vương (Triệu Quang Phục) ở thế kỷ VI với trận chiến Đầm Dạ Trạch nổi tiếng. Lai lịch và công tích của hai vị, ngoài thần phả còn được chép trong chính sử một cách khá đầy đủ, ít mang yếu tố huyền thoại.
Thục Phán, một thủ lĩnh người Âu Việt ở miền núi, vào nửa sau thế kỷ 3 trước Công Nguyên, nhân triều đại cuối cùng của nhà Hùng Vương suy yếu đã phái nhiều đạo quân tiến đánh kinh đô Văn Lang (Lâm Thao – Bạch Hạc), dựng nước Âu Lạc, tự xưng là An Dương Vương và dời đô xuống miền Cổ Loa.
Trên cơ sở phát triển kinh tế văn hóa, nước Âu Lạc đã có bước tiến về kỹ thuật quốc phòng. Bên cạnh cung tên, người Âu Lạc đã chế tạo được loại nỏ một lần bắn được nhiều phát. Đó là vũ khí lợi hại và do đó đã được thần thánh hóa (nỏ thần). Ngoài ra, người Âu Lạc đã sáng tạo nên một kỳ công về kỹ thuật quốc phòng, đó chính là thành Cổ Loa.
Vị vua thứ hai được thờ ở đền Tó là Triệu Việt Vương (Triệu Quang Phục), là con Triệu Túc, người huyện Chu Diên - vị anh hùng dân tộc ở thế kỉ thứ 5 được vua Lý Nam Đế giao binh quyền đánh giặc giữ nước. Người đã về đóng quân tại chùa "Khánh Sơn Tự" tức chùa Tó ngày nay và tuyển mộ binh lính người làng Tó đi đánh giặc. Khi Nam Đế mất, ông xưng vương đóng đô ở Long Biên, sau đổi sang Vũ Ninh, ở ngôi 23 năm. Nhân dân làng Tó nhớ đến công ơn của Người đã xây Đình rước Người về làng tôn Ngài làm "Thần Thánh hoàng làng".
Chùa còn thờ đức thánh Trần Hưng Đạo, một vị tướng tài ba có công lớn trong sự nghiệp đánh giặc Nguyên giữ yên bờ cõi. Việc thờ Đức Thánh Trần – vị thánh có sức mạnh siêu nhiên nhằm gửi gắm lòng tin và cầu mong sự che chở phù hộ cho dân khang vật thịnh, cuộc sống yên bình.
Qua các tư liệu và văn bia còn lưu giữ tại đền có thể khẳng định ngôi đền được xây dựng từ thời nhà Lê, trải qua nhiều lần trùng tu vẫn mang kiến trúc truyền thống. Hiện ngôi đền vẫn giữ được kiến trúc thời nhà Nguyễn.

## Kiến trúc
Đền Tó có quy mô kiến trúc vừa phải và khá hoàn chỉnh gồm tam quan, tiền tế, bái đường và hậu cung. Kiến trúc của ngôi đền tuy không còn bảo lưu được đầy đủ và bề thế cổ kính như xưa, song những gì còn lại và phần mới được trùng tu vẫn giữ được những đường nét của thế ký XIX. Ngoài những mảng chạm khắc đẹp trên gỗ, đền Tó còn được tô điểm bằng những linh vật, hoa lá đắp vữa trên cổng tam quan, bờ nóc, bờ chảy… Dưới bàn tay khéo léo của người thợ, trang trí trên kiến trúc đền Tó trở nên lung linh, thể hiện sức sống bền lâu của nghệ thuật truyền thống dân tộc.
Chùa Tó được xây dựng trong khu vực cư trú đông đúc của chợ Tó. Ngoài phần kiến trúc, di tích có khuôn viên cây xanh bao quanh tạo cảnh quan và sự thanh tịnh nơi cửa thiền.

## Di vật
Bộ sưu tập di vật tại đền khá phong phú, đa dạng, đáng chú ý là tấm bia đá có niên hiệu Cảnh Thịnh (năm 1800). Hệ thống hoành phi, câu đối, long ngai, bài vị, tượng thờ là những tư liệu quý giá để tìm hiểu nghiên cứu về nghệ thuật dân gian qua từng thời kỳ lịch sử của dân tộc.
Các tượng Thánh Mẫu ở chùa Tó mang đẹp nét dân dã, tràn đầy tính nhân văn, mang những giá trị điển hình của điêu khắc tượng mẫu dân gian truyền thống thế kỷ XIX.

## Đặc trưng
Giá trị nghệ thuật của di tích thể hiện tập trung qua hệ thống tượng tròn, được tạo tác công phu, mỗi pho tượng thể hiện tính cách riêng, làm cho con người khi đứng trước mỗi pho tượng đều cảm nhận được khí thiêng từ những ánh mắt, nụ cười của đức Phật
Nghệ thuật chạm khắc gỗ trong chùa được tập trung ở một số chi tiết như đầu dư, khám thờ. Trong các họa tiết trang trí, đề tài quen thuộc được diễn tả nhiều nhất là hình ảnh  của những con rồng, là nhân tố thiết yếu của nhà nông cầu mong mưa thuận gió hòa, mùa màng tươi tốt.

## Sự kiện - Lễ hội
Đền - chùa Tó là trung tâm sinh hoạt văn hóa tín ngưỡng của nhân dân trong làng từ xưa đến nay, được UBND thành phố Hà Nội cấp bằng xếp hạng Di tích lịch sử văn hóa năm 1999.
Để tưởng nhớ công ơn của hai vị vua, hàng năm cứ đến ngày mùng 4 tháng giêng, nhân dân làng Tó lại tưng bừng mở hội đến hết ngày mùng 10 tháng giêng âm lịch. Lễ hội truyền thống làng Tó xã Uy Nỗ được tổ chức gồm phần lễ và phần hội. Phần lễ bao gồm các nghi thức tế lễ, dâng hương, rước các Ngài từ Đền Tó sang Đình Tó. Phần hội gồm các hoạt động văn hoá văn nghệ - thể dục thể thao.
Người dân làng Tó luôn tự hào mình được sống trên mảnh đất có lịch sử hàng ngàn năm. Mặc dù cho quá trình đô thị hóa diễn ra nhanh trên quê hương Oai Lỗ nhưng chính quyền và nhân dân luôn quan tâm gìn giữ, bảo vệ phát huy giá trị của di tích để xứng đáng là nơi duy nhất của huyện Đông Anh thờ hai Vua.